# Amir Arsalan-e Namdar
Amir Arsalan-e Namdar (en persa: امیر ارسلان نامدار‎) es una epopeya popular persa, que fue narrada por un cuentero llamado Mohammad Ali Naqib al-Mamalek (persa: میرزا محمدعلی نقیبالممالک) para Nasereddín Sah Kayar, el sah persa de la Dinastía Kayar en el siglo XIX (aunque la leyenda persa en sí es mucho más antigua). Mohammad nunca transcribió el poema él mismo, pero la hija del sah, Tūrān Āḡā Faḵr-al-dawla, quién también amaba la historia, finalmente la transcribió y la conservó para la posteridad.

## Trama
La épica narra las aventuras de su protagonista, Arsalan. La historia comienza con la banu (dama) de Rum (también conocida como Constantinopla). Rum fue conquistada por invasores europeos, y la banu, quién estaba embarazada,  se vio obligada a escapar del país. Ella se casa con un comerciante egipcio y da a luz a su hijo, Arsalan. El comerciante reclama al niño como propio. Finalmente, por supuesto, Arsalan se entera de sus orígenes reales y pone manos a la obra para recuperar su trono.

## Adaptaciones
Esta historia fue adaptada al cine por Shapor Yasami en 1954, con el actor Iloosh Khooshabeh interpretando a Arsalan. La historia también fue adaptada en una película musical en 1965 con un guion escrito por el Dr. Esmaeel Koushan y Mohammad Ali Fardin interpretando el papel de Arsalan, con mucho éxito.
Arslan Senki (アルスラーン戦記 Arusurān Senki?) es una serie de novelas de fantasía japonesas escritas por Yoshiki Tanaka basadas libremente en esta épica. Comenzó a publicarse en 1986; actualmente hay 15 novelas y una historia paralela en la guía oficial Arslan Senki Tokuhon.